# Гут
Гут (у 1946-1991 роках — Гараздівка) — село в Великобийганській сільській громаді Берегівського району Закарпатської області України. Населення 1353 особи.

## Назва
З 1946 до 1995 року назва населеного пункту — село «Гараздівка».

## Герб
У щиті, розтятому і перетятому лазуровим і червоним, вузький срібний вписаний хрест. У першій частині три срібні вовчі ікла в стовп, навколо яких золотий змій із чорними кігтями, що заковтнув свій хвіст. У другій частині срібна голова вола прямо, із золотими рогами та чорними очима. У третій частині золотий дуб з вирваним корінням, зеленим листям і золотими жолудями з зеленими шапочками. У четвертій частині золота бочка, що супроводжується зверху срібним заступом у балку. На лазуровій девізній стрічці - дата заснування села, дата затвердження герба, а також назва угорською та українською мовами.

## Географія
Село розташоване на півночі Берегівського району, за 9,7 кілометра від районного центру. Фізична відстань до Києва — 604,5 км.

### Присілки

#### Велика Гараздівка (Нодь Гут)
Велика Гараздівка (Нодь Гут) — колишнє село в Україні, в Закарпатській області. Об'єднане з селом Гут рішенням облвиконкому Закарпатської області № 264 від 13.05.1960
Село Гут заснували два молоді брати Гутманів, які займалися риболовлею та полюванням. 1533: Nagÿ Gwutth, 1541: Nagy gwth, 1550: Nagy Gwth, 1553: Nagy-Gwtth, 1570: Nagÿ Gutth, 1773: Nagy Guth, 1808: Gúth (Kis-, Nagy-), Gutowo (Male-, Welke-), 1851: Gúth (Nagy), 1864/65: Nagy Guth, 1877: Gút (Kis-, Nagy-), 1913: Nagy Gut, 1925: Vel'ky Gút, 1930: Gutovo Malé, Gutovo Veliké, 1944: Kétgút, 1983: Гараздівка, Гараздовка, 1995: Гут.
У селі є реформатський храм який збудований у 1752 році. Долиною села протікає канал Мерце. У народі кажуть що у селі побував великий угорський композитор Барток Бейла, і місцевий житель Довка Кароль співав йому.
Тут є пам ятник Святому Іштвану. На території ЗОШ І-ІІ ступеня знаходиться пам ятна дошка родині Бержені яка брала участь у національно -визвольному русі угорців під проводом Ференца ІІ Ракоці: а саме представникам родини — Ігнац Надь Бержені (1804—1849) — суддя на місцях, капітан Національної гвардії, учасник битви у Підгорянах/Арпад Бержені (1829-?) — лейтенант армії/ Антал Ласло Бержені (1832—1910) — лейтенант Гусар, секретар Асоціації оборони Берегу, головний опікун Реформатської єпархії

#### Мала Гараздівка (Кіш Гут)
Мала Гараздівка (Кіш Гут) — колишнє село в Україні, в Закарпатській області. Обєднане з селом Гут рішенням облвиконкому Закарпатської області № 264 від 13.05.1960
Перша згадка 1312: Guth (ZichyOkm. 1: 136), 1398: Kys Guth (uo. 5: 94), 1530: Gwth (Conscr. Port.), 1541: Kÿſ gwth (uo.), 1550: Cÿſgwth (uo.), 1553: Kys-Gwtth (N. KISS 165), 1570: Kis Gutth (Conscr. Port.), 1773: Kis Guth (LexLoc. 49), 1808: Gúth (Kis-, Nagy-), Gutowo (Male-, Welke-) (LIPSZKY: Rep. 220), 1851: Gúth (Kis) (FÉNYES 2: 60), 1864/65: Kis Guth (PESTY 414), 1877: Gút (Kis-, Nagy-) (Hnt.), 1913: Kis Gut (Hnt.), 1925: Malý Gút, 1930: Gutovo Malé (ComBer. 56-7), 1944: Kétgút (Hnt.), 1983: Гараздівка, Гараздовка (ZO), 1995: Гут.
В 1466 році в письмових джерелах згадується  земляне укріплення родини Гуті, на височині, огороджене водою між Кіш Гут (Маленький Гут) та Нодь Гут (Великий Гут).

## Історія
За археологічними дослідженнями, на території мочара Сернє біля с. Гут жили кельти. Перші письмові згадки про село знайдені в документах 1312 та 1323 років. У вірчій грамоті згадується територія, як власність сім'ї Гуті (син Шімона — Шупрун де Гуті). 1466 року в письмових джерелах згадується земляне укріплення родини Гуті на височині, огороджене водою між Кіш Гут (Маленький Гут) та Нодь Гут (Великий Гут). 1566 року село зазнало спустошливого набігу кримських татар. 1816 року в селі було 466 жителів, 82 будинки. 1881 року з 653 мешканців села письменними себе зазначило 158 людей.
Оборонні укріплення на території села, які фігурують в археологічних джерелах як «Гутівар» (замок Гут), практично не досліджені, лише окремі угорські дослідники побіжно згадують Гутівар у своїх роботах. Немає точних відомостей, коли в районі сучасного села Гут з´явилося перше міцне укріплення. Як місце для будівництва була обрана ділянка в місті злиття двох річок — Єсено (Jeszeno) та Нодьвіз (Nagyviz). Навколишні землі були сильно заболоченими, що сприяло природному захисту укріплення, яке було посилене насипним валом та ровом.  Пізніше укріплення стало замком, що мав грушеподібну форму (принаймні, так його бачать угорські історики).

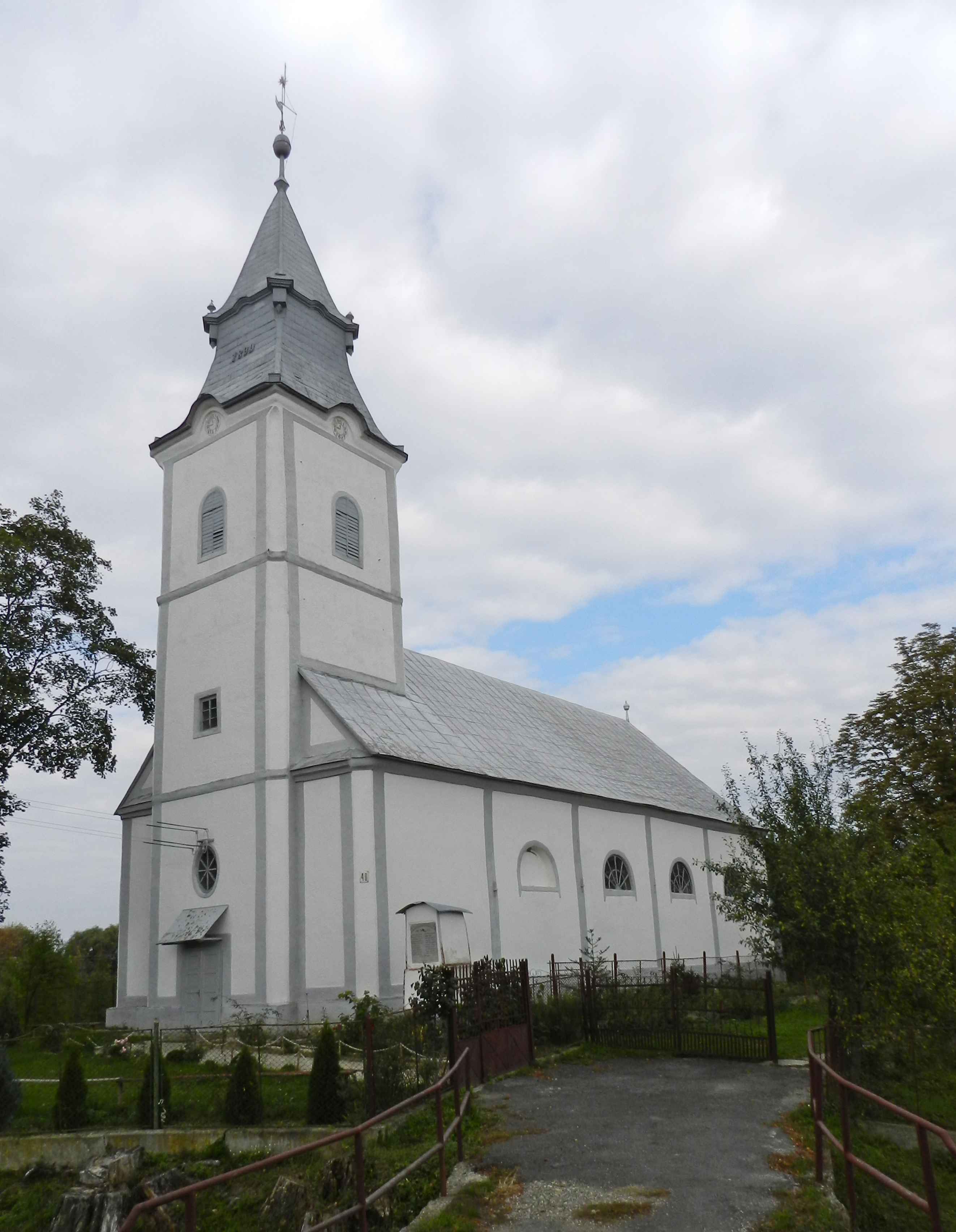
Реформатська церква в с. Гут, 1830 р.

Вв народі це укріплення назвали «Кішмункач» («Kismunkács»), тобто «Малий Мункач», по сучасному — Мале Мукачево. І сьогодні одна з центральних вулиць села носить назву Кішмункач. Історія «Гутівара» закінчилася в 1566 році, коли село разом із замком знищили татари.   Побачити якісь рештки замку сьогодні неможливо. Можна лише прослідити рештки земляних укріплень, ровів та валів. Після поразки в революції 1848 року село Гут перейшло у власність до родини графа Шонборна. 1946 року, після окупації СРСР, село було перейменовано на «Гараздівку». На його околиці влаштовано військова частина, нині покинуту. На території частини зберігся пам'ятник на честь героїв-саперів.

## Архітектура
На території оборонного укріплення нині розмістилися реформатська церква, дитячий садок, школа та інші будівлі. Кам'яна  реформатська церква була зведена в селі в 1830 році на місті невеликої дерев'яної.
У дворі біля реформатської церкви розташований пам'ятний знак на честь односельчан, загиблих в першій світовій війні. Це один з небагатьох пам'ятників такого роду на Закарпатті та в Україні в цілому.
В сквері навпроти реформатської церкви з 2001 року стоїть  пам'ятник угорському королю Іштвану, на честь прийняття угорцями християнства. Споруда короля Іштвана (Stephanus Rex) зроблена з металу та заліза. Поруч із цією скульптурою знаходиться пам'ятний знак на честь місцевих селян, загиблих під час Другої світової війни та в ході сталінських репресій.

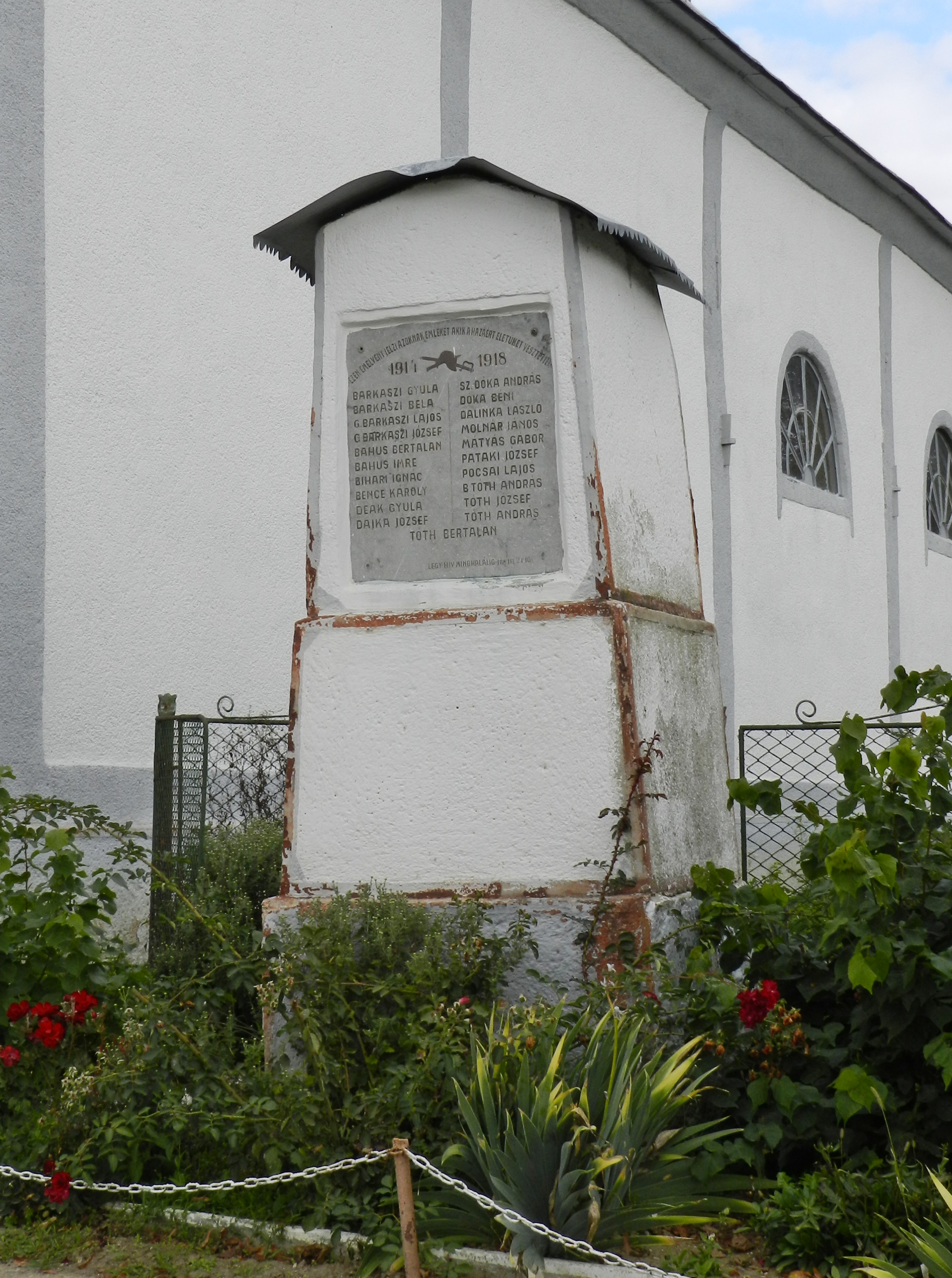
Пам'ятний знак на честь односельчан, загиблих в першій світовій війні.

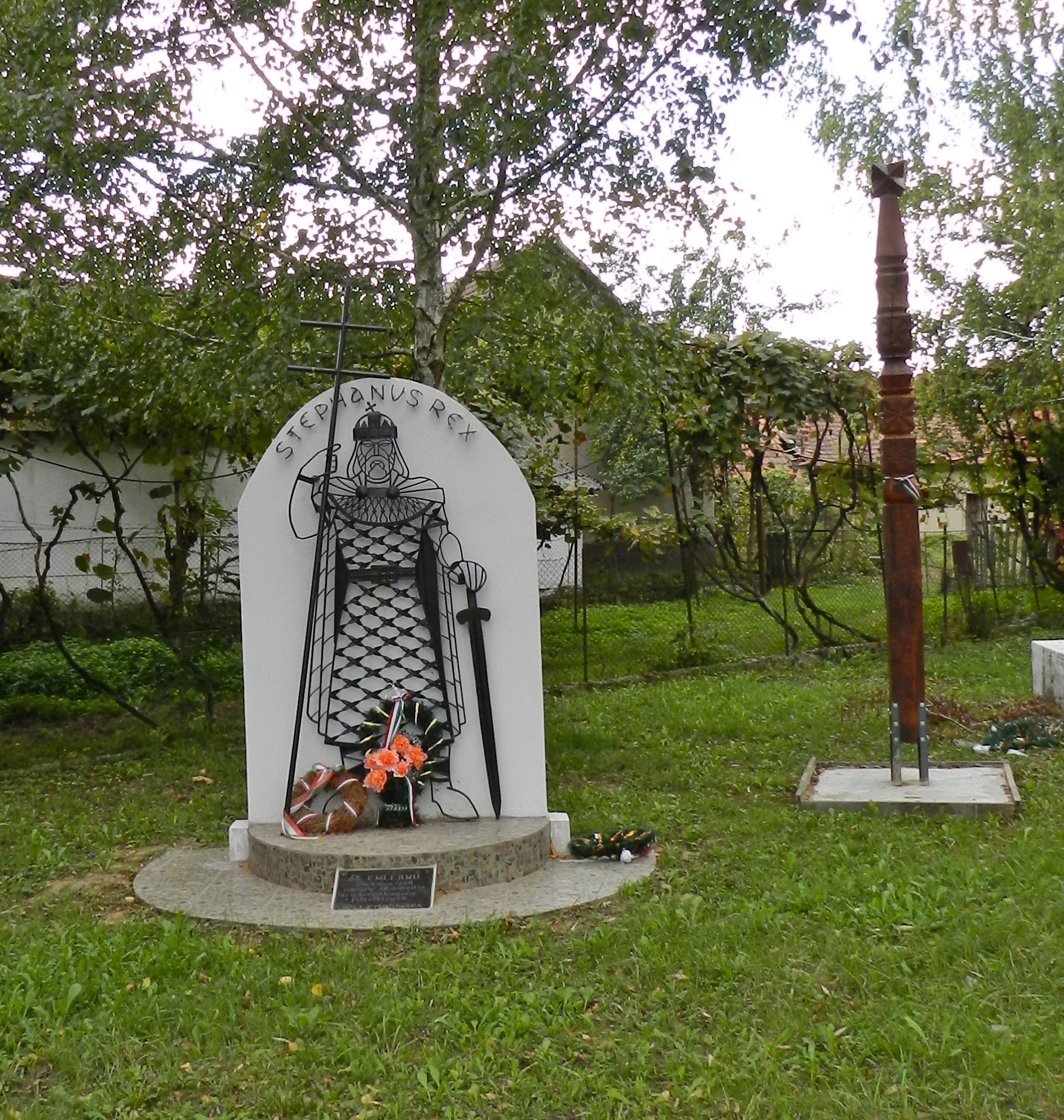
Пам'ятник угорському королю Іштвану, 2001 р.

### Археологічні знахідки
У 1957 році в східній частині села знайдено скарб срібних імітацій тетрадрахм Філіпа ІІ Македонського та кельтські монети. Скарб вміщував більше сотні монет. За археологічними дослідженнями, на території мочара Сернє біля нинішнього села жили кельти. В південній частині в околицях села, на сільськогосподарських землях, розміщена пам'ятка археології — «куштановицький могильник». На території села розташовані оборонні укріплення, які фігурують в археологічних джерелах як «Гутівар» (замок Гут). Сліди валів та ровів засвідчено і при злитті річок Серни та Чорна вода.

## Транспорт
За 5 км від села проходить шосейна дорога Ужгород-Мукачево-Берегово-Рахів.

## Населення
Станом на 1989 рік у селі проживали 1441 особа, серед них — 711 чоловіків і 730 жінок.
За даними перепису населення 2001 року у селі проживали 1353 особи. Рідною мовою назвали:
| Мова       | Кількість осіб | Відсоток |
| ---------- | -------------- | -------- |
| угорська   | 1296           | 95,79 %  |
| українська | 51             | 3,77 %   |
| російська  | 6              | 0,44 %   |

## Туристичні місця
- скарб срібних імітацій тетрадрахм Філіпа ІІ Македонського та кельтські монети. Скарб вміщував більше сотні монет
- «куштановицький могильник»
- оборонні укріплення, які фігурують в археологічних джерелах як «Гутівар» (замок Гут). Сліди валів та ровів засвідчено і при злитті річок Серни та Чорна вода
- реформатський храм який збудований у 1752 році
- пам'ятник на честь героїв-саперів
- канал Мерце
- тут побував великий угорський композитор Барток Бейла, і місцевий житель Довка Кароль співав йому
- пам'ятник Святому Іштвану
- памятна дошка родині Бержені яка брала участь у національно -визвольному русі угорців під проводом Ференца ІІ Ракоці
- пам'ятний знак на честь односельчан, загиблих в першій світовій війні
- пам'ятний знак на честь місцевих селян, загиблих під час Другої світової війни та в ході сталінських репресій